# Succès de scandale

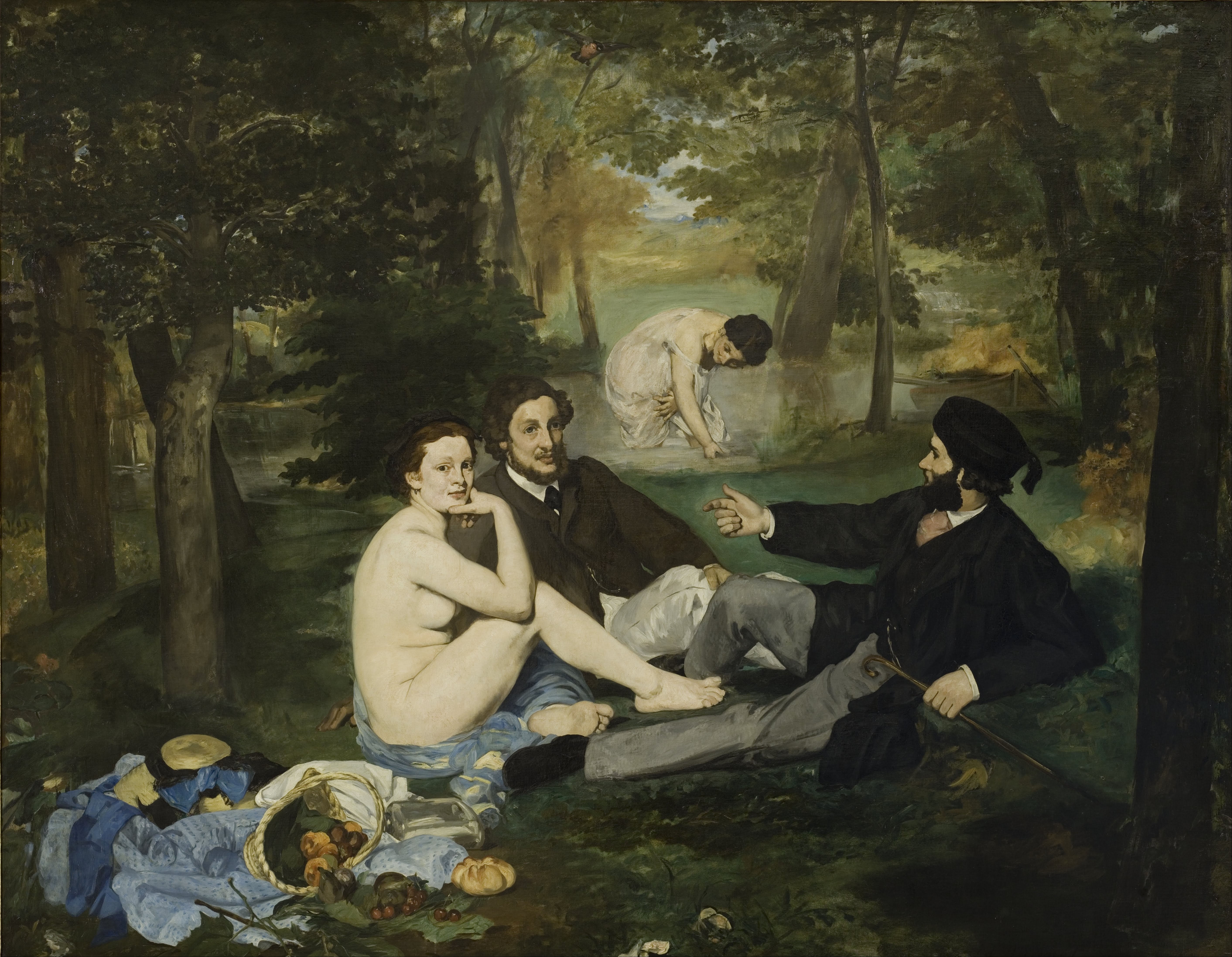
Le Déjeuner sur l’herbe est l’un des premiers d’une série de succès de scandale parisiens.

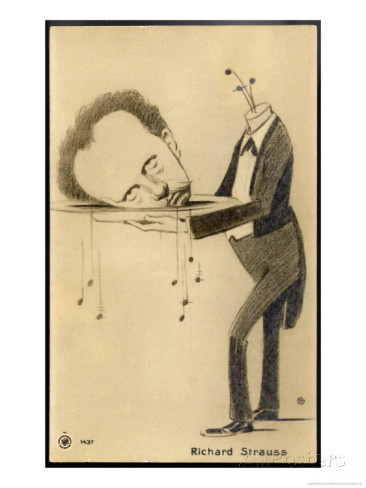
Strauss caricaturé en Jean-Baptiste pour sa version lyrique de Salomé de Wilde.

Un succès de scandale ou succès à scandale est un succès qui résulte, en totalité ou partiellement du scandale causé par les circonstances de la mise au jour d’un élément, le plus souvent, artistique.
La notion de succès de scandale repose sur le fait que, même si l’origine de l’attention reçue par une œuvre repose sur des éléments négatifs comme une mauvaise presse, des potins ou autres, le scandale qui en résulte attire l’attention sur une œuvre qui, autrement, serait restée dans l’obscurité. Une fois sa publicité, fût-elle mauvaise, faite auprès du public, l’œuvre peut ensuite être appréciée à sa juste valeur par les connaisseurs, voire le grand public.

## Historique
Le Paris de la Belle Époque parait avoir fourni un environnement propice aux succès de scandale car nombre d’artistes célèbres y ont connu le coup d’envoi de leur carrière avec une forme de scandale au tournant du XXe siècle. Le Déjeuner sur l’herbe d’Édouard Manet, achevé en 1863, est l’un des premiers d’une série de succès de scandale parisiens. D’abord intitulé le Bain, puis la Partie carrée, il fut exposé pour la première fois, le 15 mai 1863, au Salon des refusés. Même Napoléon III fut scandalisé, mais le Déjeuner sur l’herbe a fourni un bon début de carrière à Manet, avant d’entrer au patrimoine public en 1906.
Provoquer un scandale dans d’autres villes pouvait être plus risqué, comme l’a découvert Oscar Wilde en 1894, peu après son relatif « succès » de scandale parisien avec son Salomé, rédigé en français, qui fait de l’héroïne une nécrophile. Toujours avec la même pièce, Richard Strauss, qui avait eu peu de succès avec ses deux premiers opéras, a, par conséquent, essayé quelque chose de différent en mettant Salomé en musique en 1905. Comme la pièce éponyme, cet opéra a suscité un certain scandale, y compris au New York Met, où la production a dû être arrêtée après une soirée. Strauss ne s’en est pourtant pas tenu là : son opéra suivant Elektra, 1909 était si « bruyant » qu’il a donné lieu à des caricatures montrant Strauss dirigeant un orchestre d’animaux.
En 1896, Alfred Jarry a choqué la capitale avec Ubu roi, la première pièce du cycle absurde Ubu, le 10 décembre 1896 au Nouveau-Théâtre. Face au scandale déclenché par la pièce, la représentation de la pièce est interdite après la première. L’auteur déplace alors la production vers un théâtre de marionnettes, mais il était désormais connu.
En 1905, les artistes auxquels le critique d’art Louis Vauxcelles va donner le nom de « Fauves », dans un article intitulé le Salon d’automne paru dans le Gil Blas du 17 octobre 1905, vont connaitre leur premier succès, qui sera un succès de scandale.

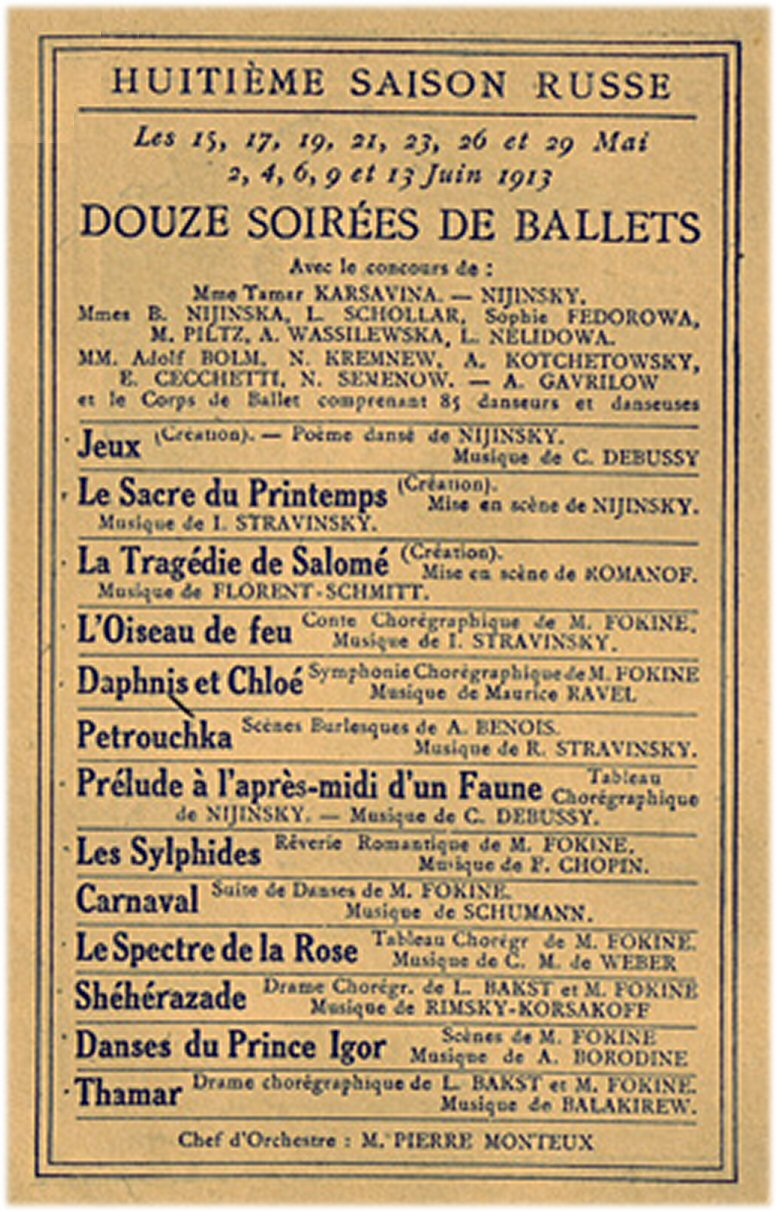
Programme des Ballets Russes de Sergei Diaghilev, où figure le Sacre du printemps de Stravinsky interprété par Nijinsky, (Paris, 1913)

Le 28 mai 1912, le scandale de la première de l’Après-midi d’un faune de Vaslav Nijinski au théâtre du Châtelet alimenté par l’article de Gaston Calmette dans le Figaro du 30 mai 1912 critiquant la scène finale du faune s’allongeant sur l’écharpe, interprétée comme un orgasme, ne manqua pas d’attirer le public aux représentations suivantes.
Le ballet du Sacre du printemps, de Stravinsky, créé en 1913 par les Ballets russes, est l’archétype du succès de scandale dans l’art. Le public présent à la première fut tellement scandalisé de la chorégraphie de Nijinsky, tout comme la musique de Stravinsky, plaçant le rythme comme élément principal de l’œuvre, et l’évocation d’un sacrifice de sang sur scène, provoquèrent un chahut resté célèbre, ses détracteurs qualifiant l’œuvre de « massacre du printemps ». Stravinsky, qui n’a pas réagi à la mauvaise presse et aux critiques qui ont suivi, est devenu instantanément le plus célèbre compositeur du XXe siècle.
Le 18 mai 1917, la première représentation de Parade au Théâtre du Châtelet a déclenché l’hostilité du public et de la critique. La musique, où jouaient entre autres des machines à écrire, fut traitée de « bruit inadmissible » par les plus conservateurs. Selon certains critiques, les costumes, jugés beaucoup trop grands, cassaient la gestuelle du ballet. Satie s’énerva, en répliquant à un des critiques : « Vous n’êtes qu’un cul, mais un cul sans musique », ce qui lui valut une forte condamnation, mais consolida sa réputation.

Le 4 octobre 1924, invité à faire ses débuts parisiens à l’ouverture des Ballets suédois, un important événement social parisien, George Antheil se donne d’emblée la réputation d’« enfant terrible » lors de ses débuts publics de « pianiste ultra-moderne » au théâtre des Champs-Élysées, où il avait programmé plusieurs compositions récentes, y compris l’Avion, la Sonate Sauvage et Mécanisme. Un esclandre éclata, pour la plus grande joie d’Antheil, à la mi-représentation.

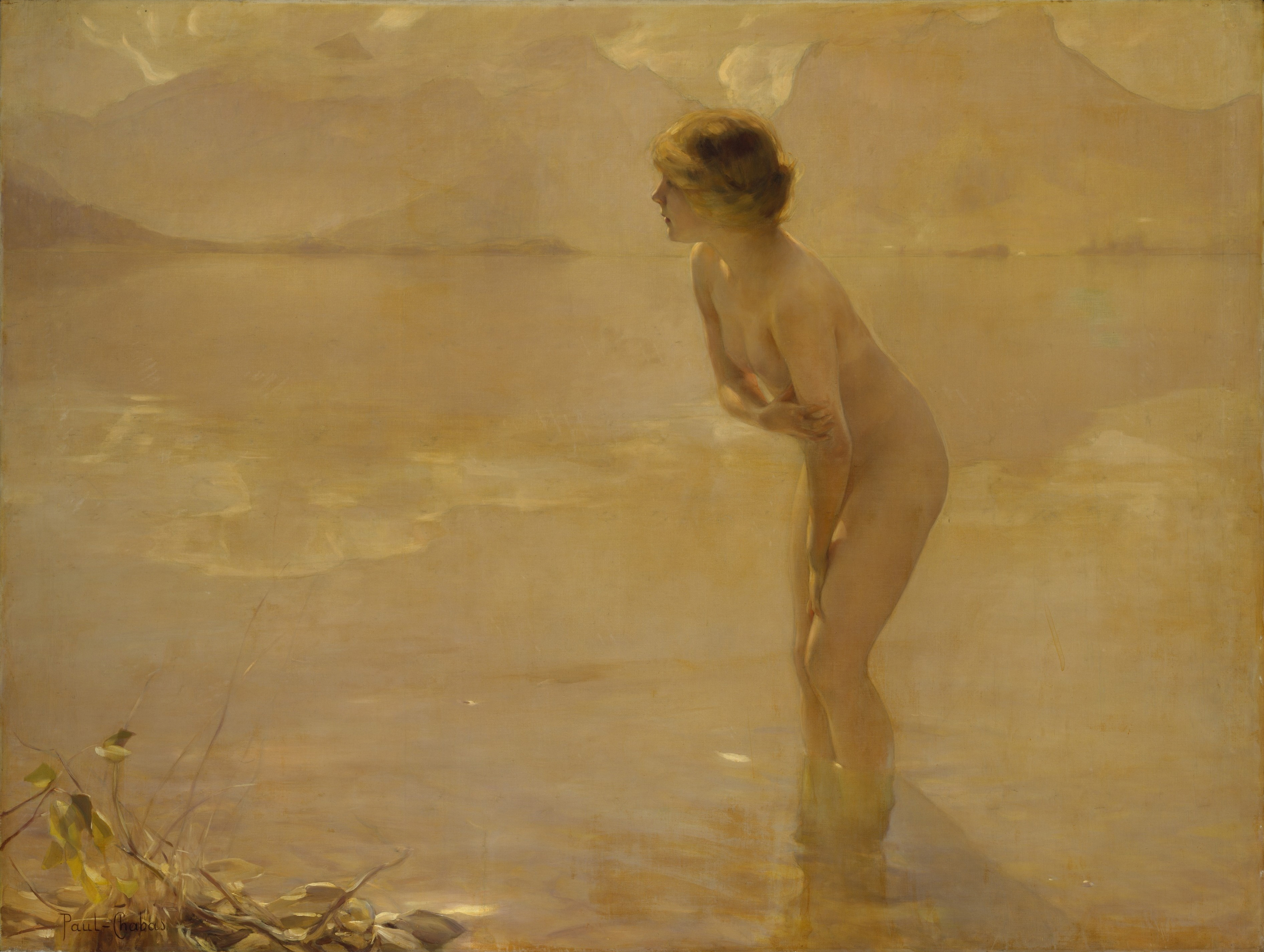
Matinée de septembre, de Paul Chabas, qui avait scandalisé Anthony Comstock et la société de New York pour la répression du vice, après avoir échoué à rencontrer le succès en Europe, a terminé dans la collection permanente du Metropolitan Museum of Art de New York.

À Paris, Matinée de septembre avait valu la médaille d’honneur du Salon de 1912 à son auteur Paul Chabas. Un demi-siècle après le Déjeuner sur l’herbe, la nudité dans ce tableau ne pouvait choquer le public parisien. L’année suivante, en revanche, lors de sa présentation dans la vitrine d’une galerie d’art de Chicago, le maire de la ville, Carter Harrison, Jr., poursuivit le propriétaire de la galerie pour indécence. Le résultat du procès, remporté par le marchand d’art, rendit l’œuvre célèbre aux États-Unis. Deux mois après la fin du procès de Chicago, un autre galeriste à New York est à son tour attaqué en justice pour les mêmes raisons. Cette accusation ne sera pas suivie d’une action en justice mais, pendant la décennie suivante, la publicité ainsi donnée à ce tableau en fit vendre de nombreuses copies en lithographie. Vendu 10 000 dollars à un collectionneur russe, l’original reparut, après la révolution d’Octobre, à Paris dans la collection Gulbenkian d’où il passa dans une collection de Philadelphie, avant d’atterrir, en 1957, dans la collection permanente du Metropolitan Museum of Art de New York où il est encore aujourd’hui.